# Tokyo Performance Doll
Tokyo Performance Doll (東京パフォーマンスドール, Tōkyō Performance Doll) alias TPD, est un groupe de J-pop féminin composé d'idoles japonaises, créé en 1990 et dissous en 1995, et recréé en 2013 avec de nouveaux membres.

## Formation des années 1990
Le groupe est initialement formé en 1990, alors composé de sept membres principaux pour les enregistrements, de membres supplémentaires pour les concerts et de débutantes en formation, qui forment aussi en parallèle de nombreux sous-groupes souvent provisoires, modèle inspiré du groupe Onyanko Club et qu'adapteront aussi les Morning Musume et le Hello! Project.
Les disques de TPD et de ses sous-groupes sont édités par le Label "Cha-DANCE"; si chaque formation sort ses propres singles, les albums sont en commun, des sortes de compilations nommées "Cha-DANCE Party", à part deux volumes dédiés au groupe-sœur "TPD DASH!!". Chacune des chanteuses principales de TPD a droit aussi à son album solo, tous sortis simultanément le même jour en 1993. TPD a aussi des formations sœurs dans d'autres villes, notamment à Osaka dès 1993 ("Osaka Performance Doll" - OPD), et même à Shanghai en 1996 ("Shanghai performance Dolls" - SPD). TPD révèle entre autres la future star Ryoko Shinohara, la rappeuse de EAST END×YURI Yuri Ichii, et chez les débutantes les actrices Yoko Kamon et Yuko Fueki (renommée Yoo Min en Corée). 
Trois des sept membres originales quittent le groupe en septembre 1994, après avoir sorti huit albums originaux avec le groupe, et sont remplacées par quatre des membres secondaires. Deux autres membres (une ancienne et une nouvelle) partent à leur tour en avril 1995, et le groupe réduit à six membres sort un dernier album studio en août suivant, avant de se séparer deux mois plus tard. Les sept membres originales continueront un temps leurs carrières en solo.

### Membres
Membres principales
- Ryoko Shinohara (篠原涼子) - quitte en septembre 1994
- Satomi Kihara (木原さとみ) - quitte en octobre 1995 (fin du groupe)
- Miho Yonemitsu (米光美保) - quitte en septembre 1994
- Chisa Kawamura (川村知砂) - quitte en octobre 1995 (fin du groupe)
- Yuri Ichii (市井由理) - quitte en septembre 1994
- Yuko Anai (穴井夕子) - quitte en avril 1995
- Mai Yagita (八木田麻衣) - quitte en octobre 1995 (fin du groupe)

Membres secondaires
- Natsuko Kifushi(木伏夏子) - membre principale de septembre 1994 à octobre 1995 (fin du groupe)
- Kanako Hitsuwari (櫃割香奈子) - membre principale de septembre 1994 à octobre 1995 (fin du groupe)
- Shiho Shimazu (島津志穂) - membre principale de septembre 1994 à avril 1995
- Hiromi Seki (関ひろみ) - membre principale de septembre 1994 à octobre 1995 (fin du groupe)
- Masako Nakagawa (中川雅子)
- Misako Iwana (岩名美紗子)
- Saori Fujimoto (藤本佐織)
- Aya Shinohara (篠原礼)
- Miho Natori (名取美穂)
- Fumi Otoh (大藤史)
- Asami Azuma (東亜佐美)
- Miyabi Arai (新井雅)
- Miho Hirano (平野美保)

### Sous-groupes
- Golbies (ゴルビーズ) : Ryoko Shinohara, Chisa Kawamura, Satomi Kihara
- Harajuku Jennu (原宿ジェンヌ)  : Ryoko Shinohara Chisa Kawamura,
- UL-SAYS : Ryoko Shinohara, Miho Yonemitsu
- ViVA! : Mai Yagita, Yuko Anai, Yuri Ichii
- TWO TOPS : Kanako Hitsuwari, Natsuko Kifushi
- Les, TPD : Chisa Kawamura, Kanako Hitsuwari, Natsuko Kifushi, Hiromi Seki
- Fire Dolls (ファイヤードールズ) : Kanako Hitsuwari, Natsuko Kifushi, Hiromi Seki, Shiho Shimadu
- Yonemitsu Club (米光倶楽部) : Miho Yonemitsu, Tsutomu Sekine
- TPD DASH!! : Natsuko Kifushi, Kanako Hitsuwari, Shiho Shimazu, Hiromi Seki, Masako Nakagawa, Fumi Otoh, Miho Natori, Aya Shinohara, Asami Azuma

### Discographie

#### Singles de TPD
- 1991.07.01 : WAKE ME UP!!
- 1992.04.08 : Yume wo (夢を)
- 1992.06.21 : Houkago ha Itsumo Party (放課後はいつもパーティー)
- 1992.10.21 : CATCH!!
- 1992.11.21 : Juudai ni Tsumi wa Nai (十代に罪はない)
- 1993.05.21 : Kiss wa Shounen wo Rouhi Suru (キスは少年を浪費する)
- 1993.11.10 : Diamond wa Kizutsuka Nai (ダイヤモンドは傷つかない)
- 1994.07.01 : Konya wa Never Stop (今夜はネヴァーストップ) (Radio Edit)

#### Albums communs
- 1990.11.21 : Cha-DANCE Party Vol.1
- 1991.07.25 : Cha-DANCE Party Vol.2
- 1991.11.02 : Cha-DANCE Party Vol.3
- 1992.07.08 : Tokyo Romance - Cha-DANCE Party Vol.4
- 1992.12.02 : CATCH YOUR BEAT!! - Cha-DANCE Party Vol.5
- 1993.06.23 : MAKE IT TRUE - Cha-DANCE Party Vol.6
- 1993.11.10 : SEVEN ON SEVEN - Cha-DANCE Party Vol.7
- 1993.11.10 : TPD DASH !!: DASH!! - Cha-DANCE Party Vol.7.5 (mini-album)
- 1994.05.01 : TPD DASH !!: JUST FINE - Cha-DANCE Party Vol.8
- 1994.08.01 : NEVER STOP - Cha-DANCE Party Vol.9
- 1995.03.08 : TPD COLLECTION from The Early Cha-DANCE Party - Cha-DANCE Party Vol.10 (best of)
- 1995.03.08 : TPD The Remix - Cha-DANCE Party Vol.11
- 1995.08.02 : check my heart - Cha-DANCE Party Vol.12

#### Albums solo
- 1993.01.15 : SATOMI from Tokyo Performance Doll
- 1993.01.15 : MIHO from Tokyo Performance Doll
- 1993.01.15 : RYOKO from Tokyo Performance Doll
- 1993.01.15 : CHISA from Tokyo Performance Doll
- 1993.01.15 : YURI from Tokyo Performance Doll
- 1993.01.15 : YUKO from Tokyo Performance Doll
- 1993.01.15 : MAI from Tokyo Performance Doll
- 1994.12.01 : Yuko Anai - SIN

#### Videos
Laserdiscs
- 1991.02.01 : VIDEO Cha-DANCE Vol.0
- 1991.03! : VIDEO Cha-DANCE Vol.1
- 1991.03! : VIDEO Cha-DANCE Vol.2
- 1991.06! : VIDEO Cha-DANCE Vol.3
- 1991.06! : VIDEO Cha-DANCE Vol.4
- 1991.10.01 : VIDEO Cha-DANCE Vol.5
- 1991.10.01 : VIDEO Cha-DANCE Vol.6
- 1993.07! : VIDEO Cha-DANCE Vol.7 LIVE AT Tokyo Kouseinen Kinkaikan
- 1993.07! : VIDEO Cha-DANCE Vol.8 LIVE AT Tokyo Kouseinen Kinkaikan
- 1993.12.01 : VIDEO Cha-DANCE Vol.9: That's the REVUE 1 Live at Nihon Budoukan
- 1993.12.01 : VIDEO Cha-DANCE Vol.10: That's the REVUE 2 Live at Nihon Budoukan
- 1994.11! : VIDEO Cha-DANCE Vol.11: That's the REVUE 1994 PART1 Live at YOKOHAMA ARENA
- 1994.11! : VIDEO Cha-DANCE Vol.12: That's the REVUE 1994 PART2 Live at YOKOHAMA ARENA
- 1995.12.01 : VIDEO Cha-DANCE Vol.13: SPEED PER HOUR 270 km

DVD
- 2003.12.03 : That's the REVUE

## Formation des années 2010
Le groupe est recréé en juin 2013, composé de dix nouveaux membres. Début 2014, l'une d'elles quitte le groupe, qui recommence à sortir des disques à neuf membres. Le groupe-sœur TPD DASH!! est également recréé, composé de sept nouveaux membres.

### Membres
- Nana Takashima (高嶋菜七)
- Seira Jonishi  (上西星来)
- Saki Sakurai  (櫻井紗季)
- Kaho Hamasaki  (浜崎香帆)
- Akari Waki  (脇あかり)
- Sakurako Iida  (飯田桜子)
- Saki Jingu  (神宮沙紀)
- Anyu Kobayashi  (小林晏夕)
- Futaba Tachibana  (橘二葉)

ex-membre
- Sana Minami  (美波沙南)

### Discographie
Singles
- BRAND NEW STORY (2014.06.11)
- DREAM TRIGGER (2014.11.26)
- DREAMIN (2015.06.10)
- Gyakkô Raisan (逆光×礼賛?) (2016.03.23)
- Junai Chaos (純愛カオス?) (2016.08.17)
- TRICK U (2018.03.14)
- Shapeless (2018.06.06)
- SUPER DUPER (2019.06.12)

Albums
- WE ARE TPD (2017.01.18)
- Summer Glitter (2017.09.13)
- Hey, Girls! (2018.11.21)
- 20 BEATS 20 TALES (2020.11.18)

## Liens
- (ja) Site officiel (formation des années 2000)